# Chasminodes ussurica
Chasminodes ussurica är en fjärilsart som beskrevs av Vladimir S. Kononenko 1982. Chasminodes ussurica ingår i släktet Chasminodes och familjen nattflyn. Inga underarter finns listade i Catalogue of Life.